# Chiquita pero picosa
Chiquita pero picosa es el tercer álbum de estudio de la cantante mexicana Danna Paola, fue lanzado el 12 de abril de 2005 a través de Universal Music México.

## Información
El álbum cuenta con 12 temas entre los que se encuentran Late Mi Corazón y Chiquita Pero Picosa. Incluye 4 canciones del anterior álbum Océano, dos nuevas versiones de la canción Chiquita Pero Picosa grabada por Danna en 2004 para el álbum Amy, la niña de la mochila azul vol. 2, y tres canciones inéditas en versiones pop y grupera.
Realizó una gira por la Ciudad de México titulada Chiquita pero picosa para promocionar el álbum.

## Portadas
El álbum contiene dos portadas, debido a que en una de ellas muestra su faceta pop, mientras que en la otra es totalmente grupera, reflejándose en los sencillos, algunos de ellos en ambas versiones.

## Lista de canciones
1. Late Mi Corazón (Versión Pop)
2. Señor Reloj
3. Chiquita Pero Picosa (Versión Pop)
4. Bicho Bicho (Versión Pop)
5. Un Paso Atrás
6. La chica yeyé (Versión Pop)
7. Mi Mamá Me Va A Castigar
8. Príncipe Azul
9. Chiquita Pero Picosa (Versión Grupera)
10. Late Mi Corazón (Versión Grupera)
11. Bicho Bicho (Versión Grupera)
12. La chica yeyé (Versión Grupera)

## Sencillos
Del álbum se desprenden los sencillos Chiquita pero picosa y Un paso atrás, de este último se filmó un video musical bajo la dirección de Miguel Huerta.